# Marussia F1
Marussia F1 Team a fost o echipă de Formula 1, care a concurat sub steagul țării Rusia. Marussia F1 Team a debutat în F1 în sezonul 2012.
În sezonul 2011, Marussia a fost sponsorul principal al echipei Virgin Racing, iar la finalul anului a cumpărat pachetul majoritar de acțiuni și astfel a luat ființă Marussia F1 Team.

## Palmares în Formula 1
| Sezon | Piloți                    | Puncte | Loc clasament general |
| ----- | ------------------------- | ------ | --------------------- |
| 2013  | Jules Bianchi Max Chilton | 0      | -                     |
| 2012  | Timo Glock Charles Pic    | 0      | -                     |